# Arianops norithe
Arianops norithe är en skalbaggsart som beskrevs av Barr 1974. Arianops norithe ingår i släktet Arianops och familjen kortvingar. Inga underarter finns listade i Catalogue of Life.